# Ямпіль (пункт пропуску)
48°14′42″ пн. ш. 28°16′40″ сх. д. / 48.24500° пн. ш. 28.27778° сх. д.
Я́мпіль (МФА: [ˈjɐmpʲiʎ] ( прослухати)) — пункт пропуску через Державний кордон України на кордоні з Молдовою.
Розташований у Вінницькій області, Ямпільський район, в однойменному місті, через яке проходить низка автошляхів (Р08, Т 0202, Т 0215 та Т 0218). Із молдавського боку через Дністер розташований пункт пропуску «Косеуць», Сороцький район, на автошляху М2 у напрямку Сорок.
Вид пункту пропуску — поромний та річковий. Статус пункту пропуску — міжнародний та місцевий, діє у світлий час доби. Характер перевезень — вантажний, пасажирський.
2021 року розпочато спорудження мосту Ямпіль — Косеуць, що сполучатиме Україну з Молдовою. Споруда пролягатиме через річку Дністер. ЇЇ довжина сягне 1400 метрів, а максимальна висота опор 50 метрів.
Окрім радіологічного, митного та прикордонного контролю, пункт контролю «Ямпіль» може здійснювати санітарний, фітосанітарний, ветеринарний та екологічний контроль.
Пункт пропуску «Ямпіль» входить до складу митного посту «Ямпіль» Вінницької митниці. Код пункту контролю — 40107 05 00 (14).

## Галерея

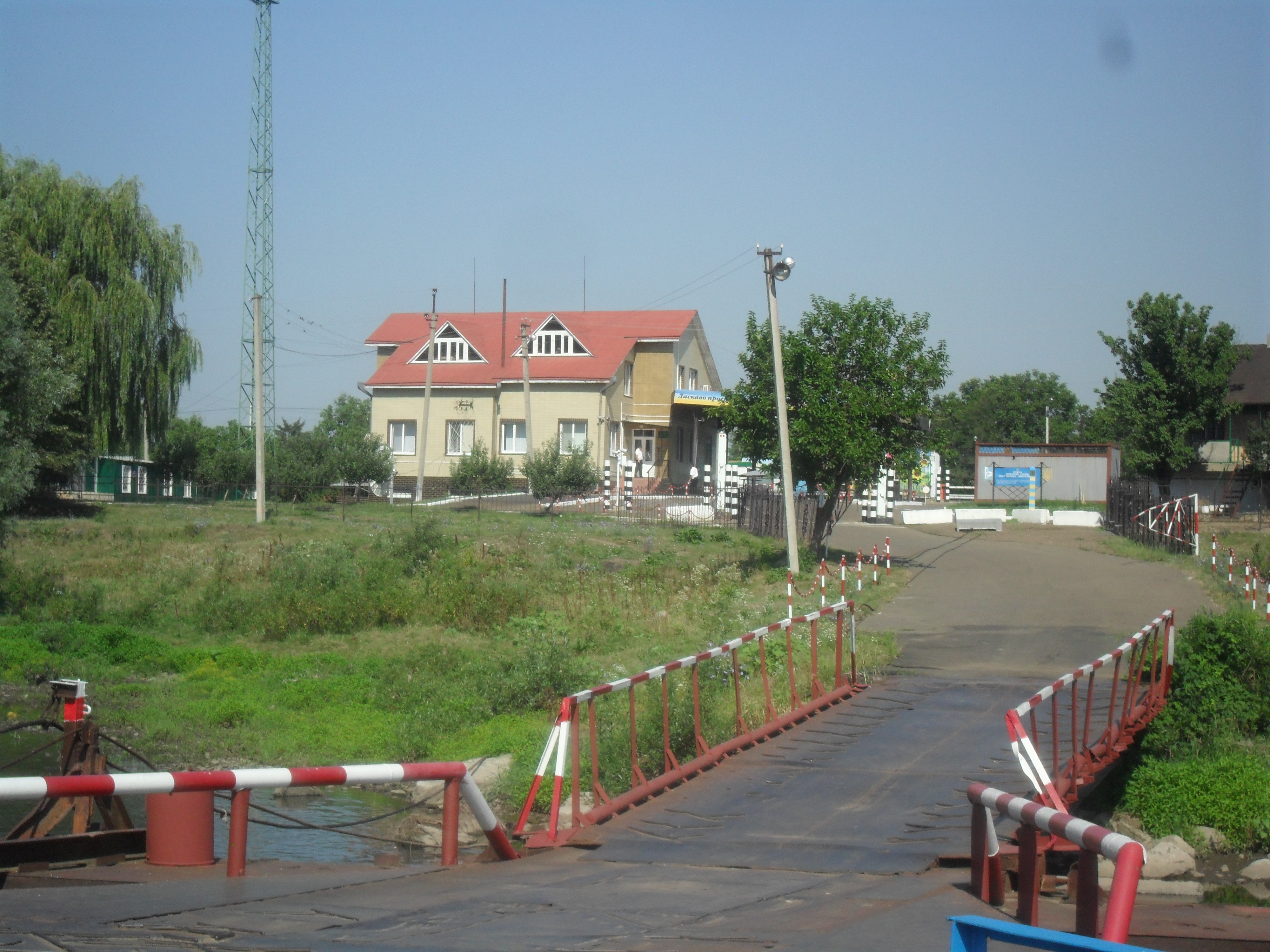
Пункт пропуску
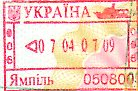
Штамп міжнародного пункту пропуску "Ямпіль"